# رودهفيش
روديش (بالألمانية: Rodewisch) هي بلدة ألمانية تقع في ألمانيا في ساكسونيا. يقدر عدد سكانها بـ 7,466 نسمة .